# George Douglas Kennedy
George Douglas Kennedy, född 24 maj 1850 i Göteborg, död där 31 oktober 1916, var en varvsdisponent, grosshandlare och redare av skotsk härkomst, verksam i Göteborg.

## Biografi
Föräldrar var rådmannen George Kennedy (1807–1879) och Eleonore Maria Landgren. Efter avlagd studentexamen 1870 började sin karriär på Gamla Varvet, som då ägdes av hans morbror, och där han med början 1872 var disponent i 25 år. Han kom att bli en av de mest inflytelserika personerna i stadens affärsvärld. Kennedy var med i ledningen för Rederi AB Svenska Lloyd och var initiativtagare till bildandet av Rederi AB Transatlantic. Det senare rederiets skolskepp, numera af Chapman, fick namn efter honom. Han var – utan att vara sjökapten – ordförande för Sjömannasällskapets stiftelse och ledamot av flera sjömansinstitutioner. Han var även intressent i en snickerifabrik, försäkringsbolag, Bryggeri AB Kronan och Lindholmens mekaniska verkstad samt en av stiftarna av Göteborgs Handelsbank. 

Kennedy var ledamot av både stadsfullmäktige som kyrkofullmäktige och hade ett flertal kommunala uppdrag. 

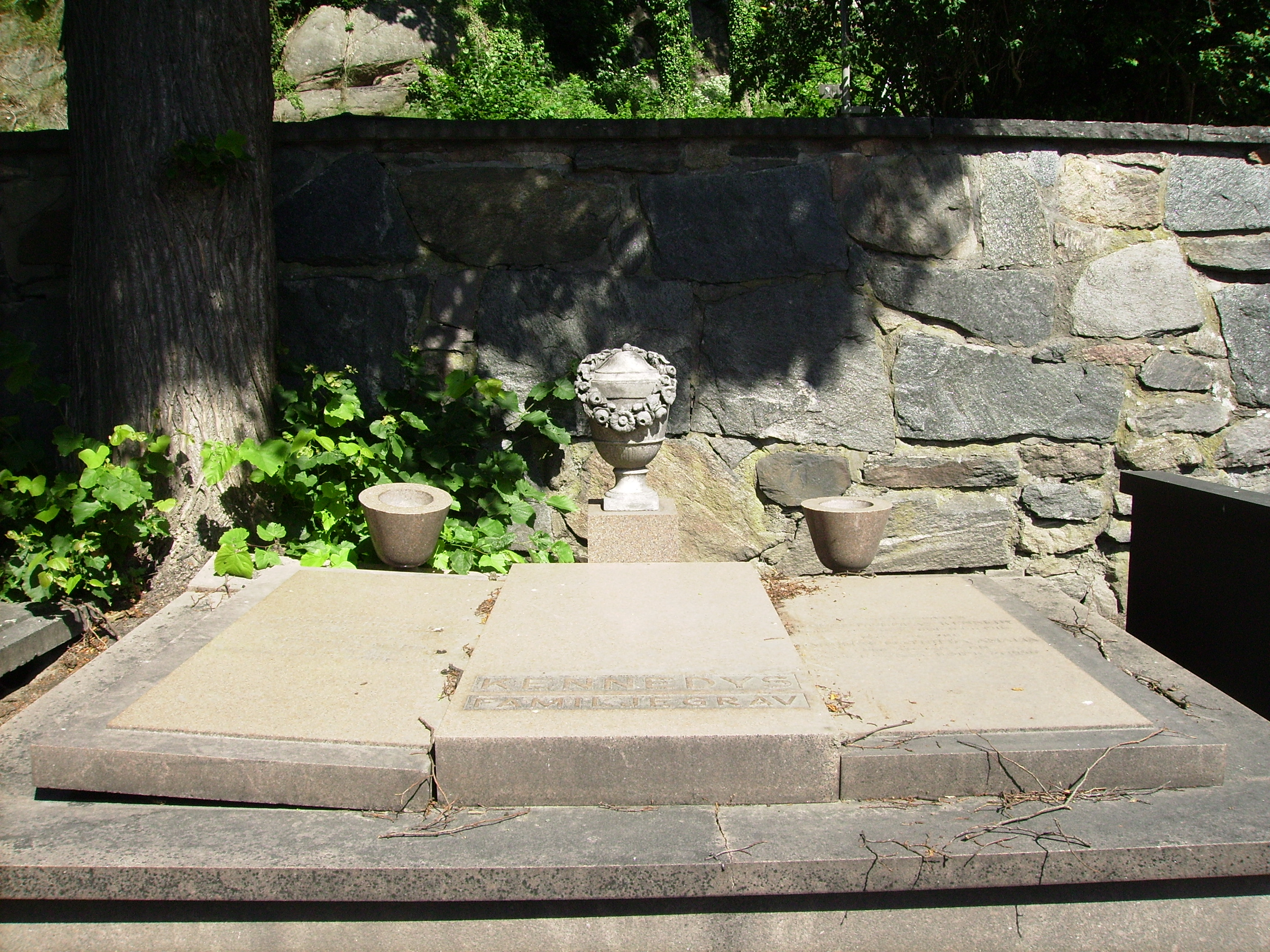
Gravvården på Örgryte gamla kyrkogård i Göteborg.

Han gifte sig 1879 med Caroline Åhmansson.

## Eftermäle och utmärkelser
Kennedy nämns i inledningen till Evert Taubes sång Eldare på värmen: "Ja, Axel Johnson var det och G.D. Kennedy, och Wilhelm Lundgren ner' i Göteborg, Dan Broström och hans far och ett annat rederi, som om vår linjesjöfart drog försorg."
- Riddare av Nordstjärneorden, 1909.[4]
- Riddare av första klassen av Vasaorden, 1898.[5]